# Sevenich (Titz)

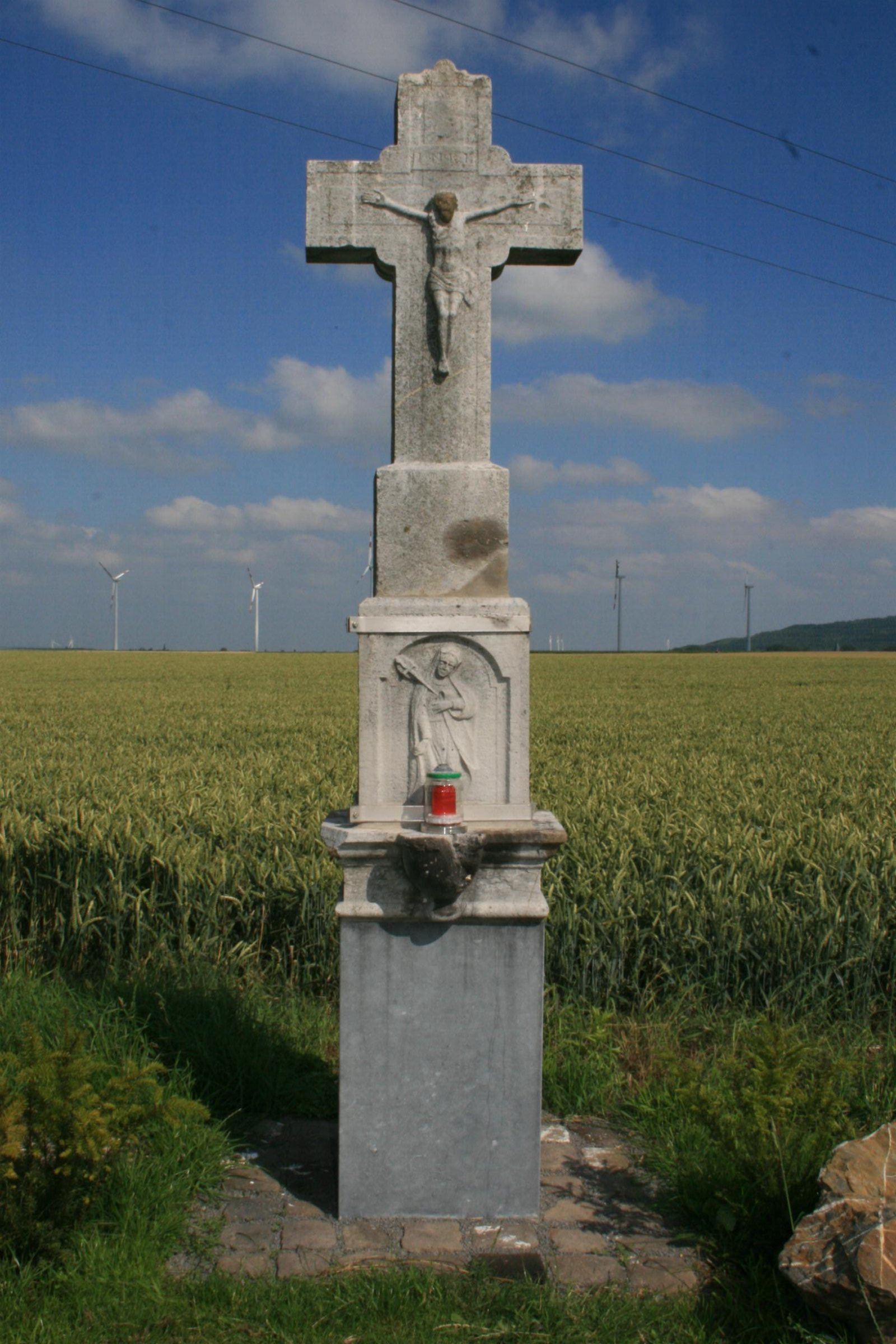
Wegekreuz, erbaut 1708, Am Sevenicher Kreuz

Sevenich ist ein Ortsteil der Gemeinde Titz im Kreis Düren, Nordrhein-Westfalen.

## Lage
Sevenich liegt südlich von Hasselsweiler, westlich von Spiel, östlich von Mersch und nördlich von Serrest, bei der Stadt Jülich, in der Jülicher Börde.

## Geschichte
Sevenich wurde 1300 erstmals urkundlich erwähnt. Der Weiler gehörte in allen Beziehungen zu Spiel. Bereits im 13. Jahrhundert stand in Sevenich eine Kapelle. Die Einkünfte flossen dem Pfarrer von Spiel zu.

## Verkehr
Den Busverkehr stellt Rurtalbus mit der AVV-Linie 270 sicher. Bis zum 31. Dezember 2019 wurde diese Linie vom BVR Busverkehr Rheinland bedient. Zusätzlich verkehrt zu bestimmten Zeiten ein Anruf-Sammel-Taxi.
| Linie | Verlauf |
| ----- | --- |
| 270   | (Jülich Schulzentrum –) Walramplatz – (Neues Rathaus →) Jülich Bf/ZOB – Krankenhaus – Lich-Steinstraß – Solar Campus – Pattern – Mersch – Sevenich – Spiel – Hasselsweiler – Titz |
| AST   | AnrufSammelTaxi: Mo–Fr abends, Sa nachmittags/abends, So Jülich Bf/ZOB – Jülich Innenstadt – Lich-Steinstraß / Stetternich – Pattern / Welldorf – Mersch / Serrest / Güsten – Hompesch / Sevenich / Höllen – Müntz / Spiel / Rödingen / Bettenhoven – Ameln / Hasselsweiler / Ralshoven – Gevelsdorf / Kalrath – Titz – Mündt / Opherten – Jackerath |